# John Lubbock (director)
John Lubbock   (18 de març de 1945) és un director i cantant de música anglès i fundador de l'Orquestra de St John's Smith Square, ara coneguda com l'Orquestra de St John's (OSJ), que ha destacat, incloent actuacions a "The Proms", a més de participar en la divulgació i treballs benèfics.

## Orquestra de St John's Smith Square
Lubbock va fundar l'Orquestra de St John's Smith Square el 1967. Va dirigir l'orquestra en gires per Itàlia, Espanya, Alemanya, Bèlgica i els Estats Units. També va aparèixer amb ells als festivals búlgars, de Bratislava i de Turku dels anys vuitanta, i en un programa de televisió del sud amb les germanes Labèque. L'agost de 1985, ell i l'orquestra van participar en l'estrena de l'òpera Lancelot, de Iain Hamilton. La pianista japonesa Maki Sekiya, l'acompanyat com a solista en diversos dels concerts amb aquesta orquestra.
Va dirigir enregistraments de la simfonia núm. 3 i la simfonia núm. 4 (ACM) de Mendelssohn, l'Apollon musagète and Orpheus de Stravinski (ACM), les serenates de corda de Dvorak i Txaikovski (ASV) i les obertures de Mozart (ACM).
El 1985, Lubbock va dirigir l'estrena mundial d'una reconstrucció de Philip Wilby d'un concert de la Sinfonia en A per al programa "Mozart's Unfinished". També va dirigir la banda sonora coral de Doomwatch Winter Angel (1999), un llargmetratge de televisió.

## Els Proms
Durant la seva carrera, Lubbock ha dirigit sis concerts de Proms al Royal Albert Hall, entre 1976 i 2006. Entre ells es van incloure estrenes mundials (de Stephen Montague, John Harle, Benjamin Wallfisch) i estrenes de Proms (Lou Silver Harrison, Colin McPhee, Jerónimo Giménez i Mozart's). Thamos, rei d'Egipte, K 345), així com el triple concert de Beethoven amb Yefim Bronfman, Shlomo Mintz i Yo-Yo Ma.
Sir Simon Rattle l'ha descrit com "un dels nostres recursos musicals: un perfeccionista reflexiu i un músic amb total integritat".

## Premis i reconeixements
Va ser guardonat amb una beca honorària de la Royal Academy of Music el juliol de 1999. Va ser guardonat amb un OBE a la llista de distinció de l'any nou 2015.